# IC 1528
IC 1528 ist eine Balken-Spiralgalaxie vom Hubble-Typ SBb im Sternbild Cetus auf der Ekliptik. Sie ist schätzungsweise 174 Millionen Lichtjahre von der Milchstraße entfernt.
Das Objekt wurde am 23. September 1867 von Aaron Nichols Skinner entdeckt.